# EN391
A EN391 é uma estrada nacional portuguesa, que liga Trindade com Quintos, ambos no município de Beja, situada na região do Alentejo, com uma extensão de 24 km. Troço 28 km entre Castro Verde e trindade esta abandonado e em mal estado, tem um corte de estrada em terra batida logo depois da aldeia de entrada - Seixo. Serve de alternativa ao IP2 para veiculos nao autorizados na via rapida como por exemplo bicicletas, ciclomotores, tratores e peões, o percurso e paralela IP2 troço entre entradas e seixo esta desativado caminho em terra batida  